# ليون أو. جاكوبسون
ليون أو. جاكوبسون (بالإنجليزية: Leon O. Jacobson)‏ هو عالم كيمياء حيوية أمريكي، ولد في 16 ديسمبر 1911، وتوفي في 20 سبتمبر 1992 في شيكاغو في الولايات المتحدة.